# Ткаченко, Игорь Валентинович
И́горь Валенти́нович Ткаче́нко (26 июля 1964 — 16 августа 2009) — российский военный лётчик, ведущий пилотажной группы «Русские витязи», начальник 237-го гвардейского Центра показа авиационной техники ВВС России, заслуженный военный лётчик Российской Федерации, военный лётчик-снайпер, Герой Российской Федерации (22.08.2009, посмертно), гвардии полковник. Погиб при выполнении тренировочного репетиционного полёта в рамках подготовки к авиашоу МАКС’2009.

## Биография
Игорь Ткаченко родился 26 июля 1964 года в посёлке Венцы-Заря Краснодарского края. Переехал в Тынду вместе с родителями. Окончил школу № 7 города Тында.
В Советской армии с 1981 года. В 1985 году окончил Борисоглебское высшее военное авиационное училище лётчиков им. В. П. Чкалова, в 2000 году — Военно-воздушную академию им. Ю. А. Гагарина.
Проходил службу в качестве лётчика-инструктора в Борисоглебском ВВАУЛ, а с 1987 года служил на Кубинской авиабазе. За время прохождения службы освоил самолёты Л-29, МиГ-21, МиГ-29, Су-27,. Налетал на данных типах самолётов 2300 часов. Ткаченко летал и на самолётах зарубежного производства: «Мираж» 2000, F-16.
Высшим пилотажем занимался с 1989 года. В составе пилотажной группы «Русские Витязи» выступал с осени 1991 года (дебютировал на авиасалоне в Праге), числился с 1993 года, командиром группы стал в мае 2002 года.
Авиационная группа высшего пилотажа «Русские Витязи» была создана 5 апреля 1991 года из лучших лётчиков авиабазы Кубинка, в совершенстве освоивших Су-27. «Русские витязи» — одно из немногих пилотажных подразделений в мире, которое выполняет групповой высший пилотаж на самолётах класса тяжёлых истребителей. «Русские Витязи» не раз демонстрировали комплекс фигур высшего пилотажа, таких как петля Нестерова, «бочка», вираж на форсаже, роспуски «фонтан» и «ножницы», «колокол», пилотаж на встречных курсах, косая петля в «стреле».
Мастер одиночного и группового пилотажа Игорь Ткаченко выполнял сложные фигуры на предельных режимах истребителя СУ-27: «повороты на горке», проходы на скорости менее 170 км/ч. Ведущий и соло-пилот пилотажной группы «Русские витязи».
Увлекался нетрадиционной медициной и автомобилями.
Должен был принимать участие в авиасалоне в Майлазии 1995 года, но из-за отказа одной из гидросистем на своём самолёте по пути в Малайзию, в момент катастрофы в Камрани совершал перелёт в качестве пассажира ведущего Ил-76.
С мая 2008 года — начальник 237-го гвардейского Проскуровскогой Краснознамённого орденов Кутузова и Александра Невского Центра показа авиационной техники имени И. Н. Кожедуба; в связи с этим назначением покинул должность командира группы Русские витязи, оставшись в её составе ведущим и соло-пилотом.

### Гибель

Памятник на могиле И. В. Ткаченко

Игорь Ткаченко погиб, выполняя полёт 16 августа 2009 года во время подготовки к авиасалону «МАКС-2009» пилотажных групп «Русские витязи» и «Стрижи». Самолёт Су-27УБ, в котором находились Игорь Ткаченко и старший штурман ЦПАТ Игорь Куриленко, столкнулся с Су-27, пилотируемым Виталием Мельником.
В результате падения самолёта Ткаченко и последующего за этим пожара на земле погибла жительница посёлка «Сосны-2», ещё 4 человека получили ожоги.
Все трое лётчиков обеих машин катапультировались. Причина, по которой, несмотря на катапультирование, погиб Игорь Ткаченко, на данный момент достоверно неизвестна. По некоторым данным, система катапультирования Игоря Ткаченко была повреждена во время столкновения самолётов, и парашют не раскрылся, по версии некоторых очевидцев, парашют загорелся в воздухе, по версии специалистов НПП «Звезда», катапультировавшемуся пилоту могло не хватить высоты для раскрытия парашюта. По другой версии, Ткаченко погиб ещё в самолёте в результате удара врезавшегося в него истребителя, а система катапультирования сработала автоматически или была активирована штурманом Игорем Куриленко.
Из-за гибели командира пилотажная группа «Русские витязи» отменила свои показательные выступления на авиасалоне МАКС-2009. Впоследствии, памяти своего командира лётчики команды «Русские витязи» посвятили свой полёт на закрытии этого авиасалона.
На основании материалов уголовного дела, заведённого по факту аварии, включая заключение экспертов Межгосударственного авиационного комитета и Службы безопасности полётов авиации Вооружённых Сил России, следствие пришло к выводу, что непосредственной причиной авиакатастрофы явился ряд нарушений правил полётов (ст. 351 УК РФ), допущенных самим Игорем Ткаченко. Уголовное дело было прекращено 27 апреля 2010 года, в связи с гибелью фигуранта.
Похоронен 19 августа 2009 года на кладбище села Никольское, близ города Кубинка, неподалёку от аэродромной стоянки «Русских витязей».

## Награды
- Кавалер государственных орденов и медалей СССР и России:
  - Герой Российской Федерации (2009, посмертно);
  - Орден Мужества (2005);
  - Орден «За военные заслуги» (1997);
  - Медаль «В память 850-летия Москвы»;
  - Медаль «70 лет Вооружённых Сил СССР»;
  - Медаль «За отличие в военной службе» (Минобороны) 1-й, 2-й и 3-й степени;
  - Заслуженный военный лётчик Российской Федерации (2002).
- Награждён региональными наградами:
  - Почётный знак «За заслуги перед Таймыром» (постановление № 215 от 20 мая 2005 года)[21];
  - Почётный гражданин города Тынды (решение Тындинской городской Думы № 35 от 3 апреля 2006 года)[22].

## Семья
Был женат, воспитывал сына и дочь. Сын Игорь Игоревич Ткаченко (1987 г.р.) закончил Армавирское высшее военное авиационное училище лётчиков и продолжает дело отца — служит в Кубинке, входит в основной состав пилотажной группы «Русские Витязи». Дочь Дарья Игоревна Ткаченко (1989 г.р.)

## Память
18 августа 2009 года в память о погибшем лётчике авиасалон МАКС-2009 был начат с минуты молчания. В брифингах и конференциях пилотажных групп и командования ВВС РФ на авиасалоне неоднократно поднималась тема гибели лётчика и причин произошедшего. Пилотажная группа «Русские витязи» приняла участие в авиасалоне — 23 августа пилотажная программа авиасалона была закрыта проходом четвёрки Су-27.
15 января 2013 года Кубинской средней общеобразовательной школе № 1 присвоено имя И. В. Ткаченко. А 27 декабря 2013 на территории школы ему был открыт памятник, на котором изображены 9 истребителей, сформировавших фигуру высшего пилотажа «бриллиант», ведущим в которой был Игорь Ткаченко.